# Sefapanosaurus zastronensis
Sefapanosaurus zastronensis es la única especie conocida del género extinto Sefapanosaurus (st "lagarto de cruz") de dinosaurio saurisquio sauropodomorfo, que vivió a principios del período Jurásico, hace aproximadamente entre 200 millones de años, durante el Pliensbachiano, en lo que es hoy África. Fue uno de los primeros dinosaurios sauropodomorfos herbívoros que vivieron en las regiones del sur de Gondwana. Los sauropodomorfos fueron los herbívoros terrestres dominantes durante gran parte de la Era Mesozoica , desde sus orígenes a mediados del Triásico, aproximadamente 230 millones de años  hasta su declive y caída al final del Cretácico, aproximadamente 66 millones de años.
Este nuevo género y especie fue descrito y publicado en la edición del 23 de junio de 2015 de la revista Zoological Journal of the Linnean Society, en un ensayo titulado "A new basal sauropodiform from South Africa". Una parte del pie izquierdo y cuatro esqueletos parciales, incluyendo varias piezas de la columna vertebral y las extremidades, fueron excavadas a finales de 1930 en el distrito Zastron en Sudáfrica, a unos 30 kilómetros de la frontera con Lesoto; hasta hace unos años estas forman parte de la gran colección de fósiles curada por el Instituto de Estudios Evolutivos de la Universidad de Wits. Inicialmente se pensaba que los restos eran de Aardonyx. Continuando el estudio se determinó que estos restos eran completamente diferentes y se descubrió que era un nuevo género intermedio entre los sauropodomorfos bípedos y los saurópodos gigantes cuadrúpedos, añadiéndolo a la lista de sauropodomorfos de transición de Argentina y Sudáfrica, y en el mismo estudio se aclaró su diversificación. Una característica distintiva de este dinosaurio es el astrágalo en forma de cruz en el tobillo del que proviene su nombre del Sesotho "sefapano" = "cruz", y del griego "saurus" = "lagarto".